# Arabidopsis arenicola
Arabidopsis arenicola – многолетнее травянистое растение до 30 сантиметров (12 дюймов) в высоту, обычно безволосое или почти безволосое. Прикорневые листья имеют длину до 6 сантиметров (2,4 дюйма), стеблевые листья вырастают до 2,5 миллиметров (0,098 дюйма) в длину. Цветки белые, до 10 миллиметров (0,39 дюйма) в поперечнике. Плоды прямые, гладкие, цилиндрические или слегка приплюснутые, до 3 сантиметров (1,2 дюйма) в длину.
Arabidopsis arenicola произрастает в северо-восточной части Северной Америки, а также в Гренландии, Квебеке, Онтарио, Манитобы и Саскачевана. Растение растет на песчаных или галечных пляжах и на берегах ручьев на высоте ниже 1500 метров (4900 футов).